# Chào kiểu Eskimo

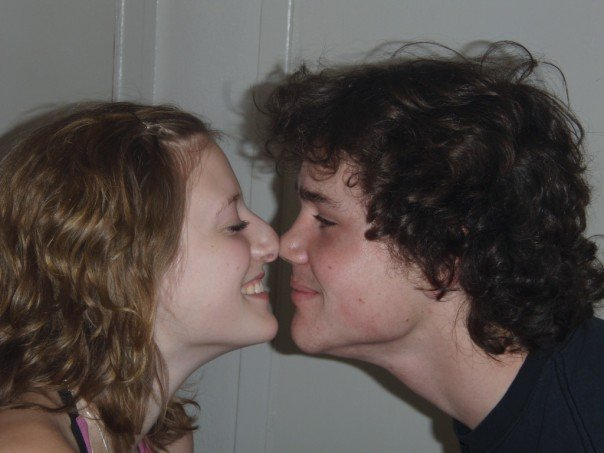
Minh họa

Chào kiểu Eskimo là hành động chạm đỉnh mũi vào nhau khi gặp gỡ người khác. Đây được coi là một kiểu chào thân thiện trong nhiều nền văn hóa.

## Từ nguyên
Tên gọi cho kiểu chào hỏi này xuất phát từ việc các nhà thám hiểm Bắc Cực thấy người Inuit cọ mũi vào nhau khi mỗi khi gặp gỡ, họ gọi là Eskimo kissing (hôn kiểu Eskimo).

## Thể hiện trong các nền văn hóa khác nhau

### Inuit

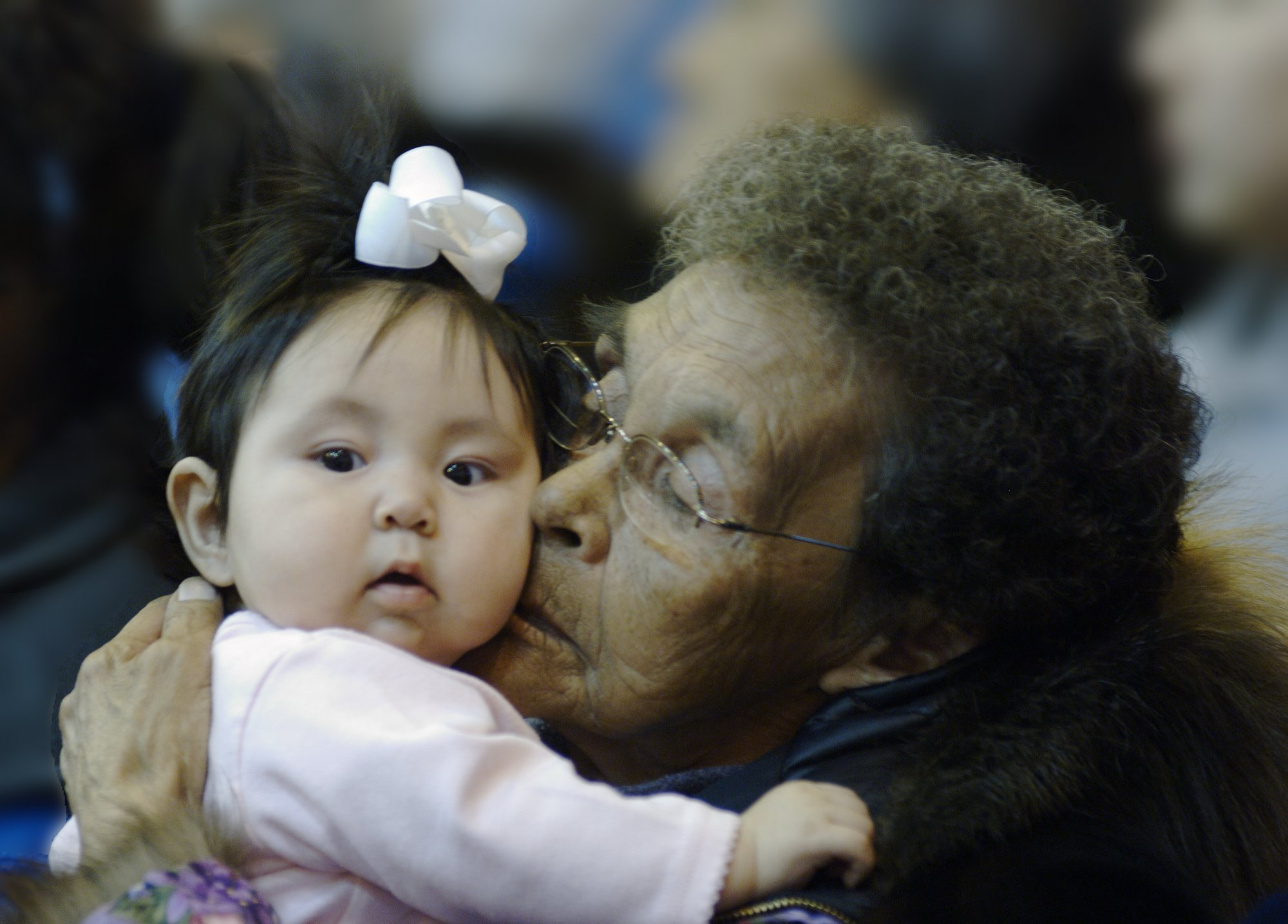
Kunik

Nụ hôn Eskimo được những người Inuit sử dụng như một lời chào truyền thống gọi là kunik.
Kunik là một hình thức thể hiện tình cảm, thường là giữa các thành viên gia đình và những người thân yêu, bằng việc cọ mũi và môi trên vào da (thường là lên má hoặc trán) và hít vào, làm cho da hoặc tóc của người thân được hút vào mũi và môi trên. Một quan niệm sai lầm phổ biến là cách chào này để người Inuit có thể hôn mà khóa môi nhau. Trên thực tế, nó là một lời chào thân thiện mà họ thể hiện khi gặp nhau nơi công cộng. Để tế nhị, họ sẽ che lại, chỉ để lộ mũi và môi.

### Những nền văn hoá khác
Các vùng khác trên thế giới cũng có những kiểu chào hỏi tương tự, đặc biệt là người Māori (New Zealand) chào theo kiểu hongi và người Hawaii chào theo kiểu honi. Những người du mục Mông Cổ của sa mạc Gobi có chào tương tự, cũng như một số nền văn hóa Đông Nam Á như người Bengal, người Campuchia, người Lào, người Thái, người Việt, Timor, người Sabu, người Sumba. Hôn mũi cũng được sử dụng như một lời chào truyền thống của các bộ lạc Ả Rập khi chào hỏi các thành viên của cùng một bộ lạc.